# Bud Somerville
Raymond Bud Somerville (ur. 27 stycznia 1937 w Superior, Wisconsin, zm. 13 października 2023 tamże) – amerykański curler. W curling zaczął grać w 1948, dwukrotnie brał udział w igrzyskach olimpijskich, curling był wówczas dyscypliną pokazową. W 1988 zajął 4. miejsce a po czterech latach zdobył brązowy medal tej imprezy.
14 razy został mistrzem stanu Wisconsin, pięciokrotnie sięgał po tytuł mistrza kraju. W 1965 jako kapitan reprezentacji został pierwszym mistrzem świata – nie Kanadyjczykiem.